# Konrad Hünteler
Konrad Hünteler (* 12. März 1947; † 13. November 2020 in Münster) war ein deutscher Musiker.
Konrad Hünteler studierte Block-, Quer- und Traversflöte bei Hans-Jürgen Möhring, Günther Höller, Aurèle Nicolet und Hans-Martin Linde.
Als Solo-Flötist hat er mit namhaften Orchestern wie dem Collegium Aureum, der Cappella Coloniensis, den London Classical Players und dem Orchester des 18. Jahrhunderts gespielt.
Hünteler war von 1979 bis 2012 als Professor für Flöteninstrumente an der Musikhochschule in Münster tätig.
Als Kammermusiker ist er mit Anner Bylsma, Bob van Asperen und Jacques Ogg aufgetreten. Seit 1991 war Konrad Hünteler der künstlerische Leiter der Camerata des 18. Jahrhunderts. Im Jahr 2001 wurde ihm die Ehrenmitgliedschaft der „Deutschen Gesellschaft für Flöte e. V.“ verliehen. Im November 2020 ist er in Münster verstorben.

## Diskografie (Auswahl)
- Theobald Böhm (Komponist) et al., Werke für Flöte. MDG, erschienen 2013.[3]
- Mozart: Flötenkonzerte 1 & 2. Mit Eric Hoeprich, 18th Century Orchestra, Frans Brüggen. Decca 1991/1987[4]
- Georg Philipp Telemann: Fantasien 1-12. MDG[5]
- Anton Reicha: Flötenquartette op.98 Nr.1-3. MDG 1995 / 2002[6]
- Antonio Vivaldi: Flötenkonzerte op.10 Nr.1-6. MDG[7]
- Antonio Vivaldi, mit der Capella Coloniensis unter Gabriele Ferro und Michael Schneider: Flötenkonzerte, Parnass 1981.